# Nage ura no kata
Il nage-ura-no-kata (投げ技裏の形?, forme delle controproiezioni) è un kata di judo non ufficialmente riconosciuto dal Kōdōkan. Il suo ideatore, Kyuzō Mifune fu allievo di Jigorō Kanō e fu promosso nel 1945 al grado di 10º dan.

## Descrizione
Il nage-ura-no-kata consiste di quindici tecniche il cui insieme vuole mettere in evidenza i principi alla base del contrattacco nelle tecniche di proiezione. Si presuppone da parte degli interpreti del kata la conoscenza integrale del nage-no-kata.
1. Uki Otoshi → Tai Otoshi
2. Seoi Nage → Yoko Guruma
3. Kata Guruma → Sumi Gaeshi
4. Tai Otoshi → Ko Tsuri goshi
5. Obi Otoshi → Ō Guruma
6. Okuri Ashi Harai → Tsubame Gaeshi
7. Ko Uchi Gari → Hiza Guruma
8. Ō Uchi Gari → Ō Uchi Gaeshi
9. Sasae Tsurikomi Ashi → Sumi Otoshi
10. Uchi Mata → Tai Otoshi[1]
11. Hane Goshi → Kari Gaeshi[2]
12. Harai Goshi → Ushiro Goshi
13. Hane Goshi → Utsuri Goshi
14. Uki Goshi → Yoko Wakare
15. Ō Goshi → Ippon Seoi Nage

## Video
- Dimostrazione del nage-ura-no-kata (tori: Kyuzō Mifune)